# أنيتا إكستروم
أنيتا إكستروم (بالسويدية: Anita Ekström)‏ هي ممثلة سويدية، ولدت في 13 يناير 1943 ببلدية سولنا في السويد. من الجوائز التي نالتها جائزة الخنفساء الذهبية سنة 1970 والقناع الذهبي ‏ سنة 2005.

## جوائز
- جائزة الخنفساء الذهبية (1970)
- القناع الذهبي [الإنجليزية]‏ (2005)

## وصلات خارجية
- أنيتا إكستروم على موقع IMDb (الإنجليزية)
- أنيتا إكستروم على موقع قاعدة بيانات الأفلام السويدية (السويدية)
- أنيتا إكستروم على موقع قاعدة بيانات الفيلم (الإنجليزية)